# هوبرت اسکارپیچک
هوبرت اسکارپیچک (انگلیسی: Hubert Skrzypczak؛ زادهٔ ۲۹ سپتامبر ۱۹۴۳) بوکسور اهل لهستان است.